# Хайнрих V фон Шаунберг
Хайнрих V фон Шаунберг (на немски: Heinrich V von Schaunberg; † между 12 май 1353 и 25 февруари 1357) е граф на Шаумбург/Шаунбург/Шаунберг.

## Произход
Той е син на граф Хайнрих IV фон Шаунберг († 1 март 1327) и съпругата му Агнес фон Нойхауз († 3 ноември 1319), дъщеря на Улрих II фон Нойхауз и Мехтилд.

## Фамилия
Първи брак: ок. 4 януари 1321 г. с графиня Анна фон Труендинген († между 25 май 1331 и 25 юни 1337), дъщеря на граф Улрих фон Труендинген 'Млади' († 1310/1311) и Имагина фон Изенбург-Лимбург († 1336/1337). Тя е внучка на Фридрих II фон Труендинген и Агнес фон Вюртемберг. Те имат децата:
- Улрих I († 6 март 1373), сгоден на 9 февруари 1353, женен 1360, пр. 5 април 1364 г. за Елизабет фон Нюрнберг († ок. 1383), дъщеря на бургграф Йохан II фон Нюрнберг († 1357) и Елизабет фон Хенеберг († 1377/1391)
- Елизабет († сл. 1337)
- Конрад († 1357), провост в Св. Андреас Фрайзинг и в Ардагер
- Агнес († сл. 24 юни 1348), омъжена пр. 25 юни 1337 г. за Хайнрих фон Хоенберг († 23 май 1352, убит в битка), син на граф Рудолф I фон Хоенберг († 1336) и Агнес фон Верденберг († 1317)
- Хайнрих VII (* ок. 1322; † 9 октомври 1390), женен пр. 9 януари 1362 г. за Урсула фон Гьорц († сл. 9 септември 1377), дъщеря на граф Майнхард VI фон Гьорц († 1385) и Катарина фон Пфанберг († 1374/1375)
- Имагина (* ок. 1336; † 5 ноември 1377), омъжена на 22 април 1351 г. за граф Лудвиг XI фон Йотинген († 1370), син на граф Фридрих II фон Йотинген († 1357) и Аделхайд фон Верд († 1387).

Втори брак: пр. 24 януари 1338 г. с Елизабет фон Оксенщайн († сл. 1338), дъщеря на Ото V фон Оксенщайн, фогт в Ортенау, Елзас и Шпайергау († 1327), и принцеса Херцеланда фон Пфирт († 1317). Те имат децата:
- Рудолф († сл. 1390), архдякон в Щрасбург, ректор на университета на Виена
- Вилхелм II († ок. 1397), женен пр. 15 юни 1366 г. за дъщеря на Еберхард IV фон Валзе († 1325) и Мария фон Куенринг († 1320)
- Йохан († сл. 1380), в свещен орден
- Доротея († пр. 28 април 1383), омъжена ок. 1380 г. за Хадмар IV фон Лабер, Волфсег, Брайтенек († 1420), син на Хадмар III фон Лабер, майор на Регенсбург († сл. 1362) и Елизабет Шпет